# Inder Kumar Gujral
Inder Kumar Gujral (Jhelum (Brits-Indië, het hedendaagse Pakistan), 4 december 1919 - Gurgaon (India), 30 november 2012) was een Indiaas politicus. Hij was premier van India van april 1997 tot maart 1998.

## Levensloop
Gujral studeerde in Lahore en raakte op jonge leeftijd betrokken bij de Indiase onafhankelijkheidsbeweging. Hij zat verschillende keren gevangen. Als student werd hij lid van de Communistische Partij van India. In 1964 maakte hij de overstap naar de Congrespartij en nam voor die partij zitting in het Hogerhuis. Op dat moment was hij vicevoorzitter van de gemeenteraad van New Delhi. Hij had goede banden met premier Indira Gandhi en tijdens de noodtoestand die zij in 1975 uitriep was hij in haar kabinet minister van Informatie. Gujral zag toe op de Indiase media die op dat moment zwaar gecensureerd werden. Daarnaast trad hij op als minister van Waterbeheer.
Onder druk en als gevolg van een conflict met Gandhi's zoon Sanjay moest Gujral opstappen als minister. Premier Gandhi benoemde hem in plaats daarvan tot ambassadeur in de Sovjet-Unie. Hij bekleedde die functie ook onder de premiers Morarji Desai en Choudhary Charan Singh.
Aan het begin van de jaren tachtig verliet Gujral de Congrespartij en voegde zich bij Janata Dal. Hij werd in 1989 in het parlement gekozen en hij diende als minister van Buitenlandse Zaken in het kabinet van premier Vishwanath Pratap Singh. Hij kreeg veel kritiek toen hij de Irakese president Saddam Hussein tijdens de Golfoorlog omhelsde, omdat de Indiase expats die in Irak werkten vrijuit liet vertrekken. Gurjat bleef tot november 1991 minister.
Het Verenigde Front, een coalitie waar Janata Dal een belangrijke rol in speelde, vormde na de verkiezingen van 1996 een regering, met steun van de Congrespartij onder premier Haradanahalli Dodde Deve Gowda. Gujral was daarin wederom de minister van Buitenlandse Zaken. In die functie zette hij vooral in op een betere relatie met de buurlanden. Zo bracht hij een jarenlange strijd met buurland Bangladesh over de verdeling van het water van de Ganges tot een goed einde. Ook ontwikkelde hij een heuse doctrine, namelijk dat India buurlanden concessies moest gunnen zonder er iets voor terug te verlangen, met het oog op betere relaties. Verder beheerde hij verschillende andere portefeuilles, zoals Communicatie en de Vakbonden.
De Congrespartij trok in april 1997 haar steun in, maar wilde geen nieuwe verkiezingen, maar in plaats daarvan een nieuwe premier. Van alle kandidaten was Gujral het minst omstreden. De Congrespartij ging akkoord met zijn benoeming en hij trad op 21 april 1997 aan als premier.
In zijn eerste weken als premier maakte Gurjal een zeer omstreden beslissingen. Het Centraal Onderzoeksbureau deed onderzoek naar Lalu Prasad Yadav, premier van de deelstaat Bihar, vanwege vermeende corruptie. De bewijzen tegen hem leken sterk, maar Gurjal besloot het hoofd van het onderzoek te vervangen, waardoor dat onderzoek stukliep.
De Congrespartij trok in november 1998 wederom de steun voor de regering in. Gujral weigerde de ministers van de partij Dravida Munnetra Kazhagam (DMK) te ontslaan. Volgens een onderzoek gaf de DMK "stilzwijgend steun" aan de Sri Lankaanse separatistische Tamil Tijgers. Deze zaten in 1991 achter de aanslag op Rajiv Gandhi, voormalig premier, toenmalig hoofd van de Congrespartij en zoon van Indira Gandhi. De daarop volgende verkiezingen eindigde in een forse nederlaag voor Gujrals' partij. De verkiezingen werden gewonnen door de Bharatiya Janata-partij en haar partijleider Atal Bihari Vajpayee volgde hem op als premier. Gujral trok zich vervolgens terug uit de politiek.
Jawaharlal Nehru · Gulzari Lal Nanda · Lal Bahadur Shastri · Indira Gandhi · Morarji Desai · Chaudhary Charan Singh · Rajiv Gandhi · Vishwanath Pratap Singh · Chandra Shekhar · Narasimha Rao · Atal Bihari Vajpayee · Haradanahalli Dodde Deve Gowda · Inder Kumar Gujral · Manmohan Singh · Narendra Modi
- Gemeinsame Normdatei: 120574608
- International Standard Name Identifier: 0000 0000 8159 674X
- Library of Congress Control Number: n97922244
- Nederlandse Thesaurus van Auteursnamen: 291915264
- Système universitaire de documentation: 104746882
- Virtual International Authority File: 79438890
- WorldCat: E39PBJkxDh3yRYvHV6FhvhF9Xd